# Edward Narbutt-Narbuttowicz
Edward Narbutt-Narbuttowicz (1911 – 1965) è stato un religioso polacco.
Fu presbitero della Chiesa cattolica nazionale polacca (dal 1951 in Polonia, sotto il nome di Chiesa polacco-cattolica).
Dal 10 luglio 1936 al 1945, fr. Edward Narbuttowicz fu parroco della parrocchia polacco-cattolica di Łomża. Tra il 1945 e il 1951 resse la Parrocchia della Cattedrale di Varsavia.
Nel 1951 fu arrestato dai servizi di sicurezza comunisti con Josef Padewski e rimase a lungo nel carcere di Varsavia-Mokotów (dove morì il vescovo Padewski) per aver difeso l'indipendenza della Chiesa cattolica nazionale polacca in Polonia. A carico di Narbuttowicz il giudice pose un'accusa di cooperazione con la Gestapo durante Seconda guerra mondiale e di spionaggio nei confronti della Polonia a favore del Regno Unito. Inizialmente fu emessa una condanna a morte, che, tuttavia, fu commutata in ergastolo e in via definitiva a 15 anni di carcere. Nel 1956 Narbuttowicz fu rilasciato. Il 13 settembre 1961 divenne vicario generale della Diocesi di Cracovia-Częstochowa della Chiesa polacco-cattolica.